# Gabriel Arroyo
Gabriel Arroyo (* 3. März 1977 in Buenos Aires) ist ein argentinischer Volleyballspieler.

## Karriere
Arroyo begann seine Karriere bei CA Vélez Sársfield. Aktuell spielt er beim Club Ciudad de Bolívar. Mit der argentinischen Nationalmannschaft erreichte er bei den Olympischen Spielen 2012 das Viertelfinale.